# Tragelaphus strepsiceros
El kudú mayor, también conocido como gran kudú (Tragelaphus strepsiceros), es una especie de mamífero artiodáctilo de la familia Bovidae; es un antílope de gran tamaño y notable cornamenta que habita las sabanas boscosas del África austral y oriental.
Esta especie se relaciona estrechamente con el kudú menor (Tragelaphus imberbis), los cuales se consideraban previamente de la misma especie.

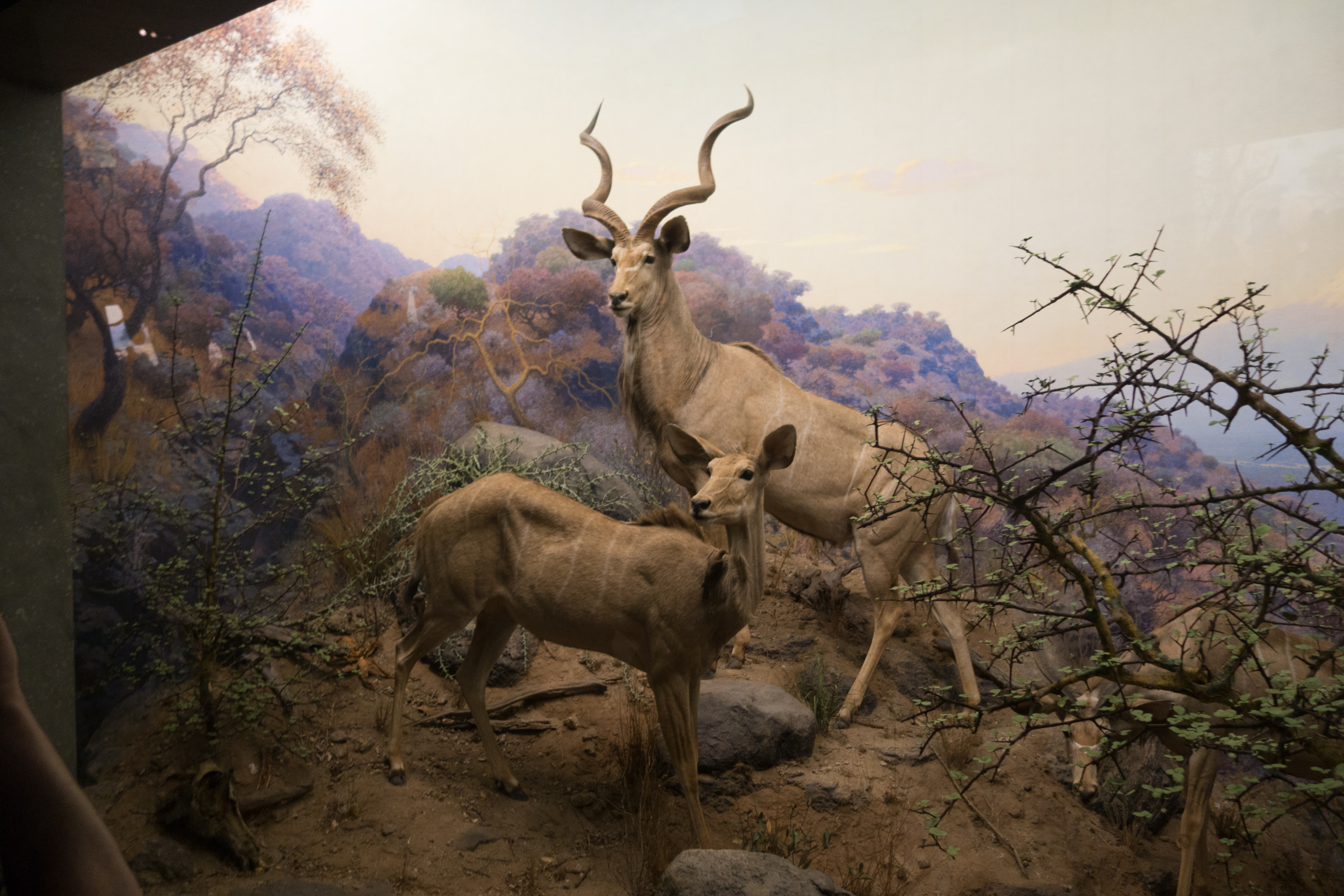
Espécimen guardado en el museo americano de historia natural, ciudad de Nueva York.

## Características
Es el tercer antílope en cuanto a tamaño, solamente superado por las dos especies del género Taurotragus, mide en promedio 2,20 m de longitud y 1,50 m de altura y posee una cola de 45 cm de largo. El peso promedio es de 320 kg en los machos y 220 kg en las hembras. El pelaje es de color gris a castaño grisáceo con 7 a 10 bandas verticales blancas a cada lado. Una crin más clara se levanta sobre la espina dorsal de la nuca a la cola y una melena en hilera larga y angosta, de base negruzca y puntas blancas, crece en centro el del cuello y el pecho. Los machos tienen cuernos en V curvados con dos o tres giros en espiral, que alcanzan en promedio 1,25 m de largo.

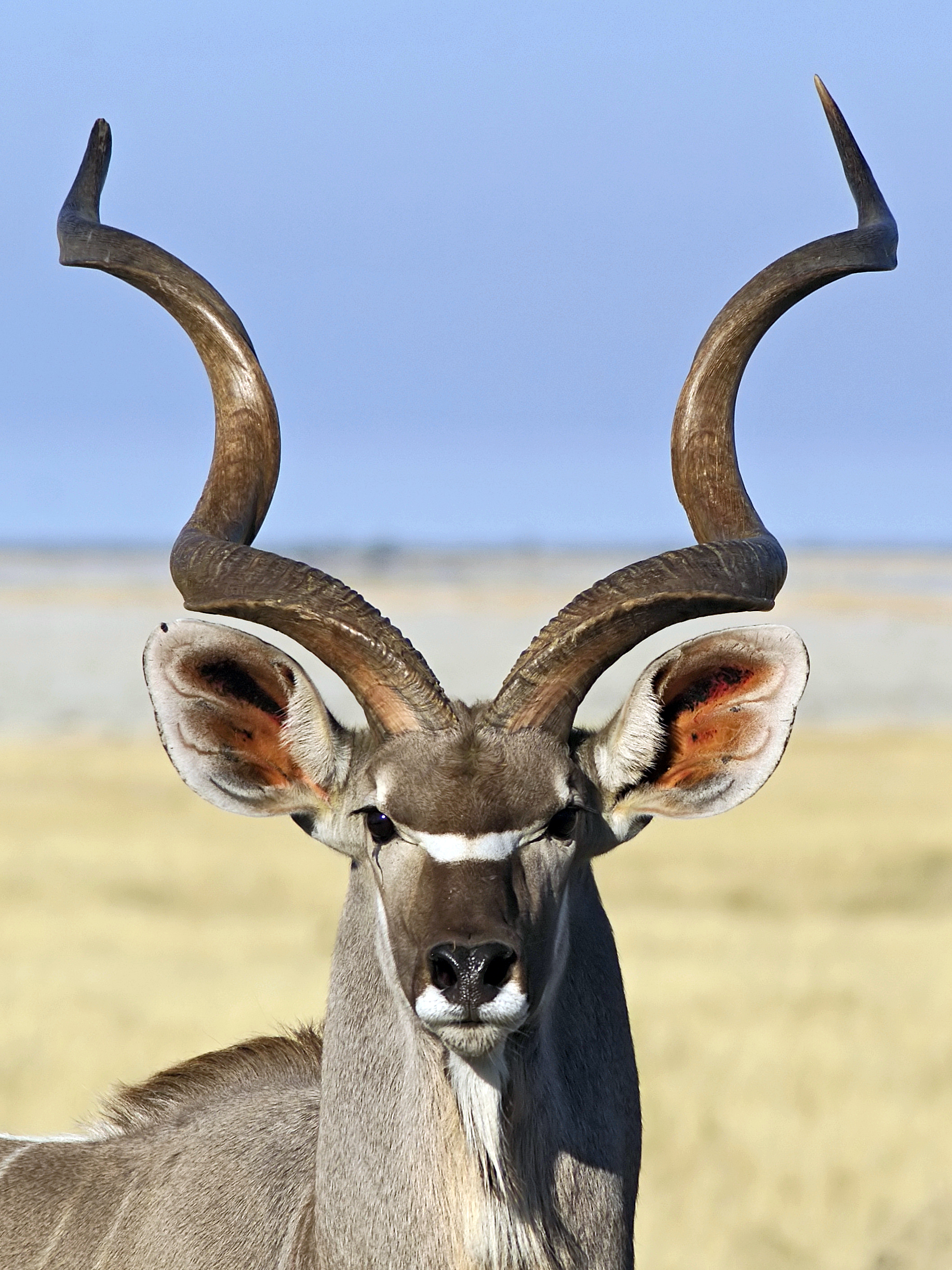
Detalle del macho.

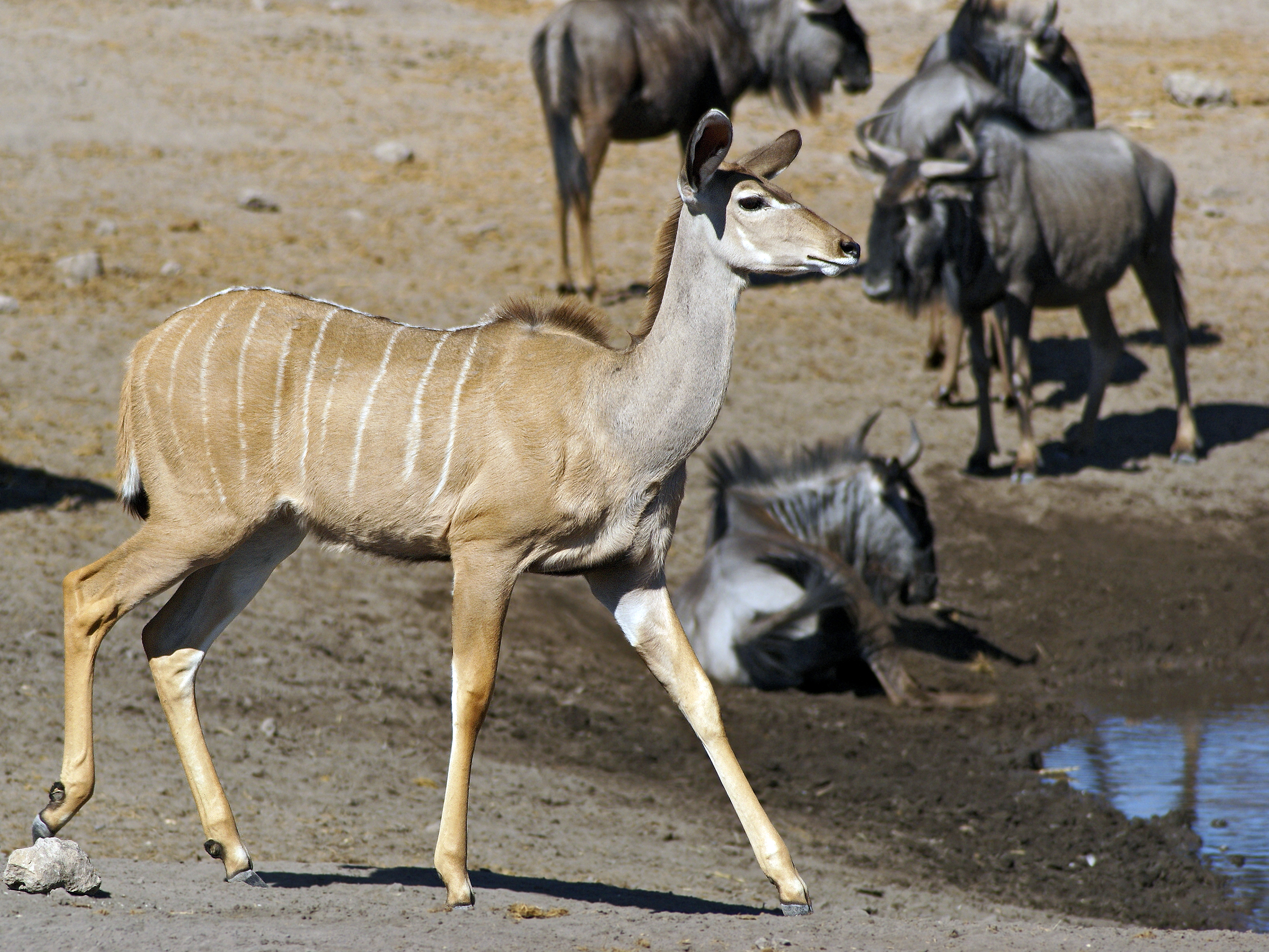
Detalle de la hembra en un agujero de agua, Parque nacional de Etosha, Namibia con los ñus.

Habita entre los matorrales. Las hembras y sus crías viven en grupos familiares y los machos en grupos aparte o solitarios. Tiene hábitos nocturnos y se alimenta de hojas y ramas tiernas. Es lento para andar pero puede saltar hasta dos metros de altura.
- Pueden estar activos durante las 24 horas del día.

- Los rebaños se dispersan durante la temporada de lluvia cuando la comida es abundante.

- Suele tener como depredadores a los leones, leopardos, hienas manchadas, guepardos y cocodrilos del Nilo.

## Subespecies
Se reconocen las siguientes subespecies de Tragelaphus strepsiceros, aunque estudios posteriores las han elevado a especie buena:
- Tragelaphus strepsiceros strepsiceros
- Tragelaphus strepsiceros chora
- Tragelaphus strepsiceros cottoni